# 유미의 방
《유미의 방》은 O'live에서 방영된 드라마이다.

## 등장 인물

### 주요 인물
- 손담비 : 방유미 역
- 이이경 : 전나백 역
- 윤진욱 : 구해준 역
- 현우 : 오지람 역
- 박진주 : 허세지 역

### 특별출연
- 김정민
- 유승옥
- 홍종현
- 데니안
- 홍석천
- 남성렬
- 이찬오
- 진주형
- 진정선